# Plantiac
Plantiac (conhecido como Plantinga Cognac até o início dos anos 1960) é uma marca de vieux holandesa. Pode ser bebido puro ou como ingrediente de um coquetel. 

## Produção
Plantiac é uma bebida destilada, originária dos Países Baixos, feita à base de álcool de melaço e ingredientes adicionados para flavorizar a bebida. Seu teor alcoólico é por volta de 35%.
A receita exata do Plantiac é secreta, tornando-o em um tipo exclusivo de Vieux. Alguns dos ingredientes conhecidos e confirmados são óleo fusel, álcool amílico, baunilha, ésteres, extrato de ameixa e alcaçuz. A cor amarronzada é proporcionada pelo uso de caramelo na produção.

## História
Não há certeza sobre quando Plantiac foi produzido pela primeira vez com precisão. Apesar de diversos anúncios dos anos 70 se referirem a uma comemoração de 100 anos em 1970, isso não é verdade. Esse aniversário se refere à idade da empresa. Sabe-se que o Plantiac foi feito pela primeira vez sob o nome Plantinga Cognac na destilaria Plantinga, na cidade de Bolsward, Frísia, provavelmente nas décadas de 1930 ou 40.  
Embora o Tratado de Versalhes (1919) já proibisse o uso do nome cognac para produtos que não fossem fabricado na região de Cognac, na França, a bebida hoje em dia conhecida como vieux era vendida como cognac, koetsiertje ou koetsierscognac até a década de 1960. A crescente pressão do governo francês levou o governo dos Países Baixos a assinar um tratado de comércio, em junho de 1956, que proibiu definitivamente o uso do nome cognac (e, por consequência, oficializou vieux).
Debates entre os destiladores culminaram a adoção nome genérico Vieux, que significa "velho" em francês e se refere ao envelhecimento da bebida - uma palavra que muitos dos produtores já utilizavam em seus rótulos. Além disso, também era uma palavra em francês que não causava grandes dificuldades na pronúncia para falantes nativos de neerlandês. Por volta da mesma época, nos anos 1950, o destilador Gerrit Herman Plantinga criou o nome Plantiac, uma combinação de seu sobrenome e a palavra "cognac". O primeiro registro do nome da marca é um anúncio datado de 1961, embora no mesmo ano tenha sido veiculado uma peça publicitária que se referia à bebida como Plantinga's Cognac Vieux. Plantiac se tornou uma marca registrada em 8 de abril de 1971.
Até 1972, Plantiac era produzido em Bolsward. De 1972 a 2004, foi fabricado pela UTO (empresa renomeada como Herman Jansen em 2011) em Schiedam. Desde julho de 2004, Plantiac é produzido sob licença da Herman Jansen em Leeuwarden. 